# Moșna (Iași)
Moşna é uma comuna romena localizada no distrito de Iaşi, na região de Moldávia. A comuna possui uma área de 28.31 km² e sua população era de 1935 habitantes segundo o censo de 2007.